# Galvão (football)
Pour les articles homonymes, voir Galvão.
José Antônio Martins Galvão est un footballeur brésilien né le 8 juillet 1982.